# Болтон, Керри
Керри Раймонд Болтон (англ. Kerry Raymond Bolton) (род. 1956) — писатель и политический активист из Новой Зеландии, придерживающийся праворадикальных и ультраконсервативных взглядов. Произведения Керри Болтона неоднократно признавались неонацистскими, антисемитскими и сатанистскими.

## Биография
В 1980 году Керри Болтон стал одним из основателей новозеландского отделения неонацистской организации «белых людей нееврейского происхождения» — Церкви Одина (англ. Church of Odin).
Керри Болтон редактировал и публиковал ряд информационных бюллетеней, таких как «Ядро» (англ. The Nexus) и «Судьба Запада» (англ. Western Destiny). После размолвки с представителями оккультной секты «Храм Сета» (англ. Temple of Set) в 1992 году создал неонацистскую организацию «Орден Пути левой руки» (англ. Order of the Left Hand Path). Спустя два года «Орден Пути левой руки» был переименован в «Орден Левого пути» (англ. Ordo Sinistra Vivendi), который, в свою очередь, был преобразован в «национал-социалистический и сатанинский» «Черный Орден» (англ. Black Order). Согласно данным представителей «Черного Ордена» отделения организации (ложи) помимо Соединенных Штатов и Австралии находились на территории и шести европейских стран, основной задачей которых являлась «мобилизация политических групп и молодежи» для продвижения «оккультно-фашистских» идей. Помимо мобилизации «фашистских групп» Керри Болтон занимался редактированием и публикацией журналов неонацистской и сатанинской направленности — «Черный Орден» (англ. Black Order), «Пылающий меч» (англ. The Flaming Sword), «Ядро» (англ. The Nexus) и «Судьба Запада» (англ. Western Destiny), основными темами которых было изучение наследия Сави́три Де́ви Мухерджи́, Юлиуса Эволы и Эзры Паунда.
Керри Болтон является соучредителем «Националистической Рабочей Партии» (англ. Nationalist Workers' Party) и одно время занимал должность секретаря «Фашистского Союза Новой Зеландии» (англ. New Zealand Fascist Union), который активно занимался продвижением идей «патриотического социализма» новозеландского политика Джона Ли (англ. John Alfred Alexander Lee). В 2004 году Керри Болтон исполнял роль секретаря «Национального Фронта Новой Зеландии» (англ. New Zealand National Front) и представителя «Новых правых» (англ. New Right group). В связи с возникшими разногласиями с неонацистскими и крайне правыми экстремистскими группировками Керри Болтон покинул пост, занимаемый им в «Национальном Фронте Новой Зеландии».
Керри Болтон активно публиковался на ресурсах голландского политика националистического толка Альфреда Вирлинга (англ. Alfred Vierling) и австралийского историка-ревизиониста и отрицателя Холокоста — Фредерика Тобина. По мнению американского историка-консерватора Пола Готфрида (англ. Paul Edward Gottfried), опубликованная в 2002 году книга Керри Болтона «Правые мыслители» (англ. Thinkers of the Right) — одно из самых удачных произведений, излагающее взгляды представителей крайне правого политического спектра.
После подачи официальной жалобы со стороны Керри Болтон в 2008 году на опубликованную Университетом Уаикато (англ. Waikato University) исследовательскую работу «Мозговой трест Темных Сил: Керри Болтон и Орден Пути левой руки. Анализ взаимосвязи сатанизма с неонацизмом» (англ. Dreamers of the Dark: Kerry Bolton and the Order of the Left Hand Path; a Case-study of a Satanic/Neo Nazi Synthesis) последняя была временно изъята из хранилищ Университета до окончания расследования. Основной темой указанной работы было исследование взаимосвязи сатанизма и неонацизма в Новой Зеландии. Работа прошла необходимые для публикации научных исследований согласования, в ходе которых получила положительные заключения представителей двух университетов. Профессор Дов Бинг (англ. Dov Bing), осуществлявший процесс публикации исследования в Университете Уаикато, назвал её образцом «первоклассной научной работы». Несмотря на заключение представителей научных кругов Новой Зеландии Керри Болтон утверждал, что опубликованная Университетом Уаикато работа «недостаточно проработана» и направлена против конкретного физического лица (в данном случае — против Керри Болтона). После получения жалобы со стороны Керри Болтона на опубликованное Университетом Уаикато научное исследование, вице-председатель профсоюза научных работников Новой Зеландии (англ. The New Zealand Tertiary Education Union) Рой Крауфорд (англ. Roy Crawford) выступил со специальным заявлением в котором указал, что опубликованная Университетом Уаикато работа прошла проверку со стороны научного сообщества.
В 2009 году Керри Болтон подал жалобу в Комиссию по стандартам вещания Новой Зеландии (англ. Broadcasting Standards Authority) против программы Ideas, выходившей на радиостанции национального радио Новой Зеландии (англ. Radio New Zealand National), обвинив последнюю в предоставлении слова поэту-марксисту и социологу Скотту Гамильтону (англ. Scott Hamilton). Согласно жалобе Керри Болтона Гамильтон сделал необоснованные заявления о том, что Керри Болтон является «отрицателем Холокоста», имеет «тесные отношения с ревизионистами из Аделаидского Института (англ. Adelaide Institute)», «распространяет антисемитские и отрицающие Холокост лозунги в антивоенном движении Новой Зеландии» и «сбивает с пути новозеландскую молодежь». Согласно жалобе Керри Болтона все озвученные Скоттом Гамильтоном заявления не имеют ничего общего с действительностью и представляют собой не что иное, как измышления. Изначально надзорные органы Новой Зеландии в лице Комиссии по стандартам вещания (Broadcasting Standards Authority) поддержали поданную Керри Болтоном жалобу, покритиковав Национальное радио Новой Зеландии за публикацию «непроверенных данных», но в декабре 2010 года изменили свое решение в отношении жалобы Керри Болтона и отвергли все его обвинения.
В декабре 2009 Керри Болтон подал жалобу в «Совет по вопросам прессы» (англ. Press Council) на статью Джона Маккрона (англ. McCrone) «Радикальный смутьян» (англ. A Right Muddle), опубликованную газетой «The Press». В своей жалобе Керри Болтон указал, что в опубликованной статье совершенно неверно указана его связь с «сатанизмом и неонацизмом», «превосходством белых», «псевдо-фашистскими взглядами» и отношение к созданию в Новой Зеландии неонацистской организации «Новые правые Новой Зеландии» (англ. New Right New Zealand). Совет по вопросам прессы в своем решении от 26 марта 2010 года частично поддержал жалобу Керри Болтона, указав, что опубликованная газетой "«The Press» статья содержит наличие «неточностей и предвзятостей».
На русский язык переведены и опубликованы в сети интернет книги Керри Болтона "Левые психопаты" и "Правые мыслители", а также статьи "Религия, мистика и миф "оккультного Рейха"", "Антигитлеровское подполье в рамках немецкой Консервативной революции", "Немецкие евреи-националисты во времена Веймарской республики и в первые годы Третьего рейха", "Голод в США и провал «Нового курса»" и ""Святой Иосиф". Был ли Сталин защитником церкви?"